# Traité d'Unkiar-Skelessi
 (février 2023).
Si vous disposez d'ouvrages ou d'articles de référence ou si vous connaissez des sites web de qualité traitant du thème abordé ici, merci de compléter l'article en donnant les références utiles à sa vérifiabilité et en les liant à la section « Notes et références ».

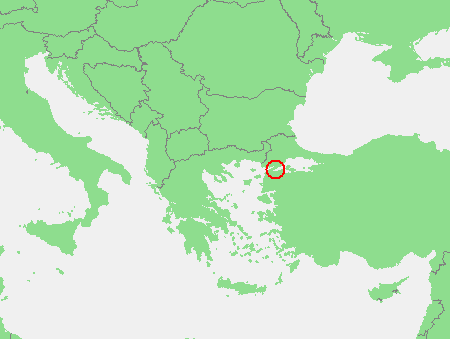
Localisation du détroit des Dardanelles

Le traité d'Unkiar-Skelessi (en turc Hünkâr İskelesi) est signé le 8 juillet 1833 entre la Russie et l'Empire ottoman, à la suite de la guerre russo-turque de 1828-1829. Par ce traité, l'Empire ottoman passait virtuellement sous protectorat russe.
Le traité tire son nom d'un lieu appelé « l’échelle du Grand-Seigneur » (en turc Hünkâr İskelesi) situé à Beykoz sur la côte orientale du Bosphore, en face de Tarabya, et ainsi nommé parce que c'est là qu'on débarquait quand on avait traversé le détroit en sortant de Constantinople. Les Russes y campèrent en 1833, lorsqu'ils vinrent au secours du sultan, menacé par le pacha d'Égypte.

## Contexte
L'Égypte de Méhémet Ali, vassale de l'Empire ottoman, après une réforme militaire importante, était entrée en guerre contre le sultan ottoman Mahmoud II, dans le but de conquérir la Palestine, la Syrie et l'Arabie. Méhémet Ali avait facilement battu les troupes turques et menaçait même Constantinople. Seule la France déclare soutenir Méhémet Ali du fait d'une opinion favorable et de la récente colonisation algérienne ; tandis que les Anglais estiment que l'Empire, même affaibli, contient les visées russes dans la région.
Nicolas Ier envoie un corps d'armée russe pour venir en aide aux Ottomans. À la suite de cette intervention, la paix est signée en mai 1833, alors que Méhémet Ali prend le contrôle de la Syrie et de l'Arabie.

## Le traité
Le 8 juillet 1833, les Russes et les Turcs ottomans signent le traité d'Unkiar-Skelessi. Les deux empires se promettent une assistance mutuelle en cas d'attaque par une puissance étrangère. Un article secret dispense les Turcs d'envoyer des forces armées au secours des Russes ; en revanche, ils s'engagent à fermer les Dardanelles à tout navire non-russe, en cas de guerre contre la Russie.
Le Royaume-Uni et la France s'inquiètent de ce traité, craignant que les Turcs n'aient donné à la Russie la liberté d'envoyer sa flotte au-delà des Dardanelles. La Convention de Londres sur les détroits, signée en 1841, est destinée à rétablir l'équilibre des forces en limitant la marge de manœuvre de la flotte russe.

## Sources
- (en) Hünkâr Iskelesi, Treaty of. (2006). In Encyclopædia Britannica.  Retrieved July 8, 2006, from Encyclopædia Britannica.
- Michel Heller, Histoire de la Russie et de son empire, Paris, Perrin, coll. « Tempus », 2015 (1re éd. 1995), 1100 p. (ISBN 2081235331), « Les guerres de Nicolas Ier », p. 1080-& suiv..